# Захисні окуляри

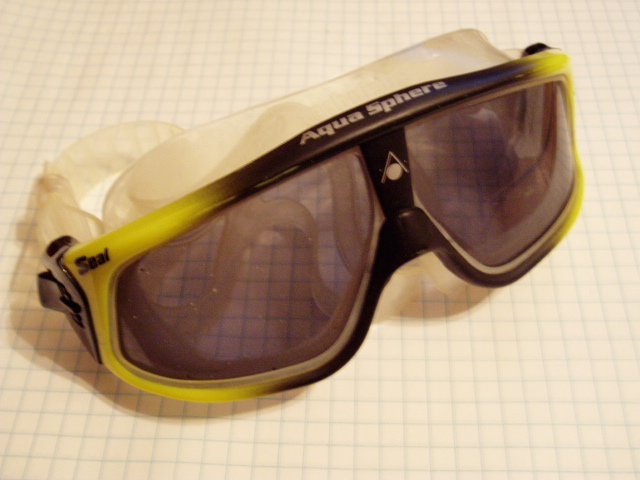
Захисні окуляри для плавання

Захисні́ окуля́ри (англ. goggles) — окуляри для захисту очей від потрапляння твердих частинок, води, хімічних речовин та випромінювання. Мають широку сферу застосування. Використовуються як у хімічній чи деревообробній промисловості, так і у зимових і водних видах спорту. Захисні окуляри часто одягають при користуванні електроінструментами, такими як дриль або бензопилка, щоб запобігти пошкодженню очей летючими частинками.
Відомим є стандарти ANSI Z87.1, CEEN166, ASTM-Fxxxx.

## Спорт
Відомим розробником стандартів захисту очей у спорті є ASTM.

## Військова справа
Щодо захисних окулярів для військовиків, існує кілька стандартів MIL-PRF-31013, MIL-PRF-32432, MIL-DTL-43511D, MIL-V-43511C, Ballistic MCEPS GL-PD 10-12

## Зварювальні окуляри
Зварювальні схожі на обтічні, але набагато темніші. Вони захищають очі при зварюванні й різанні металу, причому не тільки від радіації, що випромінює електрична дуга, але також і від іскор. При зварюванні й різанні металу виділяються ультрафіолетові й інфрачервоні промені. Отже, зварювальнику потрібні темні фільтри, щоб дивитися на розпечений метал.
Оскільки зварювальні окуляри щільно прилягають, вони забезпечують добрий захист від ультрафіолету. При цьому для кожної роботи потрібні свої фільтри. Наприклад, для електрозварювання ще темніші, ніж для газозварювання — отже, газозварювальними для електрозварювання користуватися не можна, а навпаки можна.
При зварюванні без відповідного захисту може наступити так звана офтальмія, тобто опік сітківки або рогівки ока.

## Окуляри для захисту від лазерного випромінювання

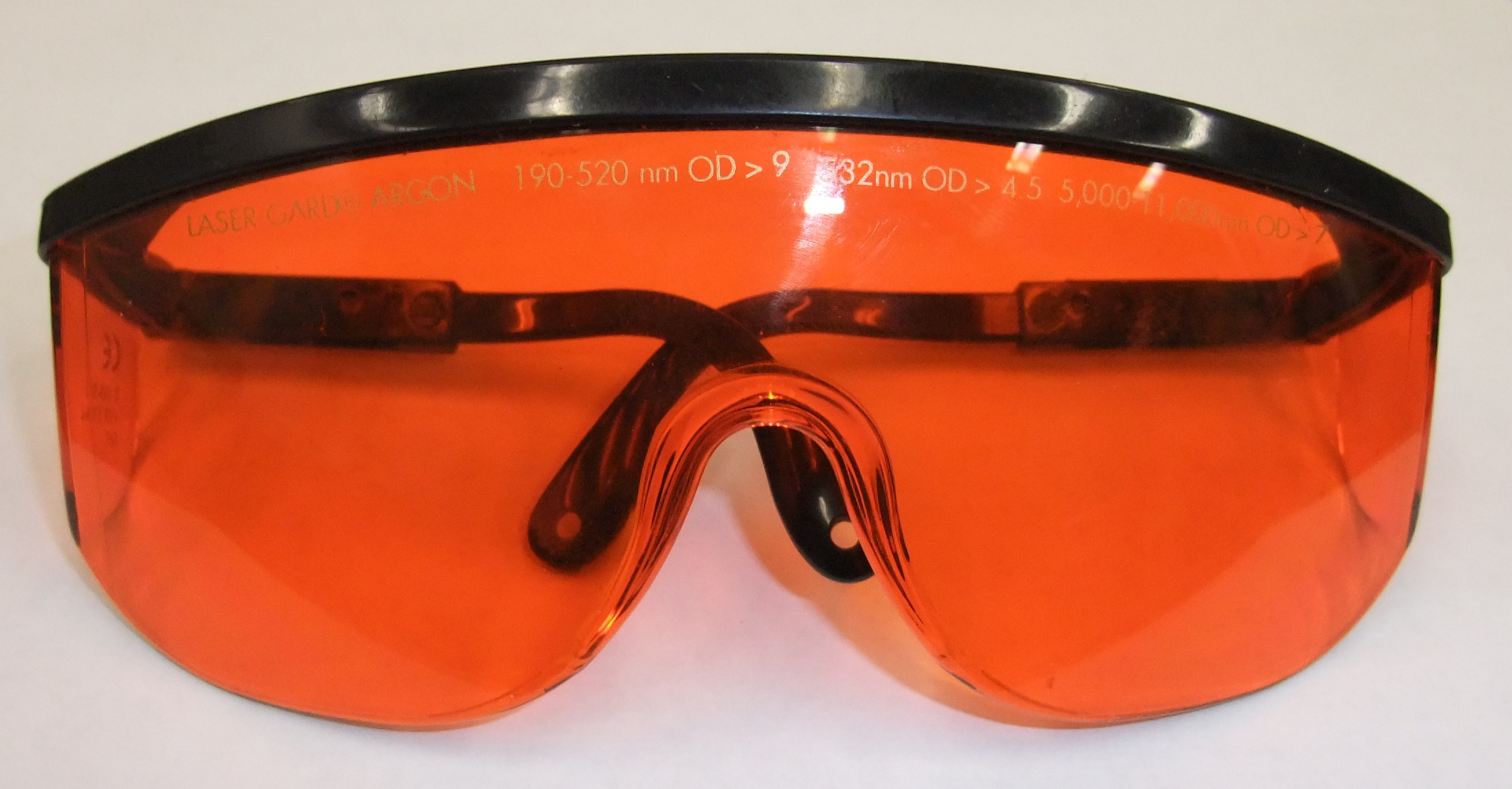
Окуляри для захисту від лазерного випромінювання

Окуляри для захисту від лазерного випромінювання фільтрують видимі й невидимі частоти лазерних променів. Принцип їх дії спрощується тим, що лазерний промінь містить тільки одну частоту (монохромний, як кажуть художники, або монохроматичний, як кажуть фізики). Але це також означає, що для захисту очей від випромінювання конкретного лазера потрібні свої певні окуляри.
Найчастіше вони мають червоний або помаранчевий відтінок.

## Мода
Захисні окуляри часто носять як модний аксесуар у певних субкультурах. Найчастіше є частиною кібер-гот субкультури. Вони, як правило, носять їх поверх очей або на лобі. Шанувальники стімпанку також часто носять цей тип окулярів.
Захисні окуляри носять герої аніме та манґи. Яскравими прикладами є Тайті Яґамі («Пригоди діґімонів»), Удзумакі Наруто («Наруто»), персонажі «Зошита смерті» й «One Piece».